# Scorpaena cocosensis
Scorpaena cocosensis är en fiskart som beskrevs av Hiroyuki Motomura 2004. Scorpaena cocosensis ingår i släktet Scorpaena och familjen Scorpaenidae. Inga underarter finns listade i Catalogue of Life.